# Pruska kasata klasztorów na Śląsku w 1810
Pruska kasata klasztorów na Śląsku w 1810 − edykt likwidacyjny króla Fryderyka Wilhelma III z 30 października 1810, likwidujący 56 klasztorów męskich i 13 żeńskich na terenie Śląska.

## Sekularyzacja
Chociaż dekret dotyczył całego państwa pruskiego to jednak jedynie na Śląsku zrealizowano go natychmiast i całkowicie. Bezpośrednią przyczyną wydania edyktu była pilna konieczność zapłacenia kontrybucji wojennej nałożonej na Prusy przez Napoleona. Prusy w dobie wojen napoleońskich znalazły się bowiem w trudnej sytuacji finansowej, zwłaszcza po narzuconym im traktacie w Tylży z 9 lipca 1807 r., w myśl którego zostały zmuszone do wypłacenia reparacji wojennych w wysokości 154 mln franków. Decyzję o kasacie tłumaczono jednak racjami oświeceniowymi, twierdząc, iż zakony utraciły swoją rację bytu. Natychmiast po wydaniu edyktu przystąpiono do jego wykonania. Cały majątek ruchomy i nieruchomy klasztorów i kolegiat uznano za własność państwową. Do realizacji kasaty powołano Główną Komisję Sekularyzacyjną dla Śląska. W praktyce komisarze wkraczali do poszczególnych klasztorów, odczytywali zakonnikom dekret informujący o zwolnieniu ich ze ślubów zakonnych, zakazie noszenia habitu i konfiskacie całego mienia oraz dawali cztery tygodnie na opuszczenie klasztoru. Kapłani zakonni przeszli pod jurysdykcję arcybiskupa wrocławskiego oraz w mniejszym stopniu praskiego i ołomunieckiego. Siostry zakonne zgrupowano w klasztorach etatowych, a braci zakonnych pozostawiono samym sobie. Kasata nie objęła jedynie 2 klasztorów bonifratrów i 4 żeńskich, które, w ocenie władz, były pożyteczne dla społeczeństwa. W rzeczywistości wiele dóbr zakonnych podarowano członkom rodziny Hohenzollernów i osobom związanym z dworem pruskim. Bogate księgozbiory klasztorne przekazano Bibliotece Królewskiej i Uniwersyteckiej a archiwa zakonne Archiwum Państwowemu.  Wśród skasowanych klasztorów znalazły się domy zakonne dwóch jednostek administracyjnych Zakonu Braci Mniejszych: Reformacka prowincja św. Jadwigi na Śląsku oraz Kustodia św. Krzyża.